# Братуха, Александр Анастасьевич
Алекса́ндр Анаста́сьевич Брату́ха (27 августа 1904, Севастополь, Таврическая губерния — 7 августа 1986, Ленинград) — советский оператор и режиссёр неигрового кино, организатор кинопроизводства, фронтовой кинооператор в годы Великой Отечественной войны.

## Биография
Родился 14 (27) августа 1904 года в Севастополе. В период 1921—1925 годов работал мотористом военной школы лётчиков, машинистом электростанции. С 1925 года — оператор на кинофабрике ВУФКУ.
В 1930 году в качестве второго оператора принимал участие в съёмках фильма «Подземное солнце» / «Голос недр»» (1930) на ленинградской кинофабрике «Совкино», после работал на фабрике «Союзкино» самостоятельно. В 1932 году переключился на учебные кинофильмы, а в мае 1933 года перешёл на вновь созданную Кинофабрику № 1 «Техфильм» (с 1936 года — «Лентехфильм»).
С началом Великой Отечественной войны снимал инструктивно-учебные военные фильмы, его сюжеты регулярно появлялись во фронтовых выпусках «Союзкиножурнала»:

…материал снят любовно, со вкусом и хорошим репортёрским чутьём. Качество фотографии на высоком уровне: изображение ровное, оно объединено общим мягким колоритом ленинградского весеннего дня.
 Сюжет включён в «СКЖ». Работа оператора заслуживает высокой оценки.
— Р. Кацман, зам.начальника Главкинохроники, из заключения  на сюжет «Индивидуальные огороды» 1942 года
С ноября 1942 по 1944 год состоял в киногруппе Ленинградского фронта. 

К лучшим сюжетам можно отнести «Патриоты», «Фронтовой заказ», «На Неве», «Шестой городок», «Наступление», «Танкист Першин», «Подъём гвардейского флага», «У истока Невы», «Подготовка танков», «Награда», «Огонь по врагу», «Девушки танкисты».
 Братуха вполне отвечает особенностям работы в хронике. В своих последних работах показал творческий рост. За фронтовые съёмки 1944 г. был премирован Кинокомитетом.
— Н. Голод, зам. директора киностудии, из служебной характеристики 1944 года
После разукрупнения Ленинградской объединённой киностудии в 1944 году Братуху назначили директором «Лентехфильма» (с 1946 года — «Леннаучфильм»), он оставался на этой должности до 1947 года, занимаясь также перемонтажом и озвучанием учебных фильмов, — именно тогда он взял в ассистенты ленфильмовского актёра А. Мельникова.
В 1947—1952 годах был представителем «Совэкспортфильма» в Румынской Народной Республике, где возглавлял советско-румынское предприятие по распространению советских фильмов«Совромфильм», по возвращении работал режиссёром на Ленинградской студии кинохроники, а с 1953 года вновь на «Леннаучфильме».
Кроме фильмов является автором сюжетов для кинопериодики: «Ленинградский киножурнал», «Наш край», «По Карело-Финской ССР», «Союзкиножурнал».
Член ВКП(б) с 1930 года, член Союза кинематографистов СССР (Ленинградское отделение) с 1958 года.
Скончался 7 августа 1986 года в Ленинграде.

## Фильмография
Оператор
- 1930 — По ту сторону
- 1931 — Американская история преступлений / Два приятеля
- 1931 — Человек за бортом / Люди второго крещения
- 1932 — Гидротурбина (совместно с К. Бауэром)
- 1932 — Паротурбина
- 1933 — Знак кузнеца (в соавторстве)
- 1934 — Лоция рек (в соавторстве)
- 1935 — Торпедный залп (в соавторстве)
- 1936 — Залп главного калибра (в соавторстве)
- 1936 — Таинственный корабль (в соавторстве)
- 1938 — По Северной Двине
- 1938 — Природа тундры
- 1938 — Социалистическая перестройка тундры
- 1938 — Тайга
- 1938 — У ворот Арктики
- 1940 — Управление современным самолётом
- 1941 — Лётный день авиаполка
- 1941 — Умей защищать дома от зажигательных бомб
- 1941 — Умей пользоваться оружием врага
- 1942 — Концерт ансамбля Балтфлота (в соавторстве)
- 1944 — Великая победа под Ленинградом (в соавторстве)
- 1959 — Подвиг Ленинграда[комм. 1]
- 1980 — Их оружие — кинокамера[комм. 2]

Режиссёр
- 1938 — Ненцы
- 1938 — По Северной Двине
- 1938 — Природа тундры
- 1938 — Социалистическая перестройка тундры
- 1938 — Тайга
- 1938 — У ворот Арктики
- 1940 — Управление современным самолётом
- 1941 — Лётный день авиаполка
- 1941 — Умей защищать дома от зажигательных бомб
- 1941 — Умей пользоваться оружием врага
- 1954 — Государственный Русский музей
- 1954 — Скоростной и силовой методы точения металлов
- 1956 — Найденные минуты
- 1956 — Наши будни
- 1956 — Предупреждайте искривление позвоночника у детей
- 1957 — Пожарная безопасность сельского клуба
- 1958 — Творцы красоты
- 1959 — Когда рядом друзья
- 1960 — Ещё не поздно!
- 1960 — Использование радиолокатора для предупреждения столкновения судов
- 1960 — Местная противовоздушная оборона промышленного объекта
- 1966 — Воск и металл
- 1967 — Монтаж оборудования молочных ферм
- 1968 — Агротехника возделывания льна-долгунца
- 1968 — Техника безопасности при ремонте автомобильных дорог
- 1971 — Агротех в строительстве
- 1973 — Северная чернь (10 минут по СССР)[12]
- 1973 — Технология производства мяса уток
- 1974 — Производство экстракционной фосфорной кислоты
- 1975 — Сэкономленные киловатты
- 1975 — Электричество — хлеб промышленности
- 1976 — Зубы должны быть не только здоровые, но и красивые
- 1978 — Ветеринарно-санитарная защита животноводческих комплексов[13]
- 1978 — Механизированный инструмент
- 1978 — Современное энергетическое машиностроение[14]
- 1979 — Передовые приемы и методы труда по обвалке говяжьих туш
- 1980 — Штурманская подготовка экипажа к полёту
- 1981 — Северная чернь
- 1981 — Техобслуживание оборудования и безопасные приемы чистки одежды
- 1981 — Энергомашиностроение в СССР
- 1986 — Электрорадиоизмерения в медицине[15]

Сценарист
- 1938 — Ненцы
- 1938 — По Северной Двине
- 1938 — Природа тундры
- 1938 — Социалистическая перестройка тундры
- 1938 — Тайга
- 1938 — У ворот Арктики
- 1941 — Лётный день авиаполка
- 1941 — Подготовка самолёта к полёту
- 1941 — Предварительная подготовка к полётам
- 1941 — Умей защищать дома от зажигательных бомб
- 1941 — Умей пользоваться оружием врага
- 1952 — Соревнование по стрельбе

## Награды
- медаль «За оборону Ленинграда» (1943)[16]
- орден Отечественной войны II степени (6 апреля 1985)[17]
- ещё 11 медалей СССР[5]

## Комментарии
1. ↑  В фильме использованы кадры военной кинолетописи 1941—1945 годов.
2. ↑  В фильме использованы кадры военной кинолетописи 1941—1945 годов.